# 缩酮

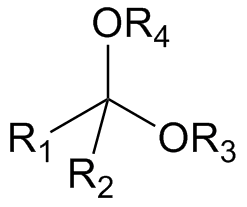
缩酮通式

缩酮是一类同一碳与两个烷氧基和两个烃基相连的有机化合物。缩酮可由半缩酮与醇在酸催化下继续反应制得，而半缩酮可由酮与醇反应得到。原甲酸酯与酮反应也可以得到缩酮。
缩酮在酸性水溶液中不稳定，但对于碱和氧化剂是稳定的。缩酮的生成被广泛用于羰基的保护。
缩醛（酮）生成的一般过程：